# Craterul Mjølnir
Mjølnir este un crater de impact meteoritic pe fundul Mării Barents în largul coastelor Norvegiei.

## Date generale
Acesta este de 40 km în diametru și are vârsta estimată la 142.0 ± 2.6 milioane ani (Cretacicul inferior). Proiectilul a fost estimat la 2 km lățime.
Mjølnir este numele ciocanului lui Thor din mitologia scandinavă. Acordarea craterului acest nume a fost probabil o aluzie la ciocan, care este adesea descris ca rupând și zdrobind roci.